# Spa (ort i Irland)
Spa är en ort i republiken Irland.   Den ligger i grevskapet Ciarraí och provinsen Munster, i den sydvästra delen av landet, 270 km väster om huvudstaden Dublin. Spa ligger 36 meter över havet och antalet invånare är 460.
Terrängen runt Spa är platt norrut, men söderut är den kuperad. Havet är nära Spa åt sydväst.Runt Spa är det tätbefolkat, med 442 invånare per kvadratkilometer. Närmaste större samhälle är Tralee, 5,7 km öster om Spa. Trakten runt Spa består i huvudsak av gräsmarker.